# NGC 1548
NGC 1548 је група звезда у сазвежђу Персеј која се налази на NGC листи објеката дубоког неба.
Деклинација објекта је + 36° 55' 2" а ректасцензија 4h 21m 19,0s. Привидна величина (магнитуда) објекта NGC 1548 износи 13,6. NGC 1548 је још познат и под ознакама Gxy at 4 21.5 +36 57.